# 2018년 동계 올림픽 컬링 예선
2018년 동계 올림픽 컬링에는 총 10개팀이 각 토너먼트에 진출하며 출전 쿼터는 100명이다. 여기에 믹스더블 종목 8개팀이 이번 대회부터 진출하며 쿼터는 16명이다. 따라서 컬링 예선에서 총 116명의 선수가 최종 진출한다.
여기서 말하는 '예선'이라는 것은 올림픽 대회에 앞서 이뤄진 출전권을 말하는 것으로, 본 대회의 예선전을 보고 싶다면 옆 틀에 나열된 각 세부종목 문서들을 참고하라.

## 요약

### 진출 현황
X표는 참가 확정.
| 국가           | 남자 | 여자 | 믹스더블 | 선수 |
| -------------- | ---- | ---- | -------- | ---- |
| 캐나다         | X    | X    | X        | 12   |
| 중화인민공화국 |      | X    | X        | 7    |
| 덴마크         | X    | X    |          | 10   |
| 핀란드         |      |      | X        | 2    |
| 영국           | X    | X    |          | 10   |
| 이탈리아       | X    |      |          | 5    |
| 일본           | X    | X    |          | 10   |
| 노르웨이       | X    |      | X        | 7    |
| 러시아 출신    |      | X    | X        | 7    |
| 대한민국       | X    | X    | X        | 12   |
| 스웨덴         | X    | X    |          | 10   |
| 스위스         | X    | X    | X        | 12   |
| 미국           | X    | X    | X        | 12   |
| 총합: 13 NOCs  | 10   | 10   | 8        | 116  |

### 남자
| 진출방식                | 팀수 | 진출국                                                   |
| ----------------------- | ---- | -------------------------------------------------------- |
| 개최국                  | 1    | 대한민국                                                 |
| 세계선수권대회 선발점수 | 7    | 캐나다 · 스웨덴 · 미국 · 일본 · 스위스 · 영국 · 노르웨이 |
| 올림픽 예선 대회        | 2    | 이탈리아 · 덴마크                                        |
| 총합                    | 10   |                                                          |

### 여자
| 진출방식                | 팀수 | 진출국                                                      |
| ----------------------- | ---- | ----------------------------------------------------------- |
| 개최국                  | 1    | 대한민국                                                    |
| 세계선수권대회 선발점수 | 7    | 캐나다 · 러시아 출신 · 스위스 · 영국 · 미국 · 스웨덴 · 일본 |
| 올림픽 예선 대회        | 2    | 중화인민공화국 · 덴마크                                     |
| 총합                    | 10   |                                                             |

### 믹스더블
| 진출방식                | 팀수 | 진출국                                                                    |
| ----------------------- | ---- | ------------------------------------------------------------------------- |
| 개최국                  | 1    | 대한민국                                                                  |
| 세계선수권대회 선발점수 | 7    | 중화인민공화국 · 캐나다 · 러시아 출신 · 미국 · 스위스 · 노르웨이 · 핀란드 |
| 총합                    | 8    |                                                                           |

## 선발대회 일정
| 대회                                  | 일자          | 장소           |
| ------------------------------------- | ------------- | -------------- |
| 2016년 포드 세계 여자 컬링 선수권대회 | 3월 19일–27일 | 스위프트커런트 |
| 2016년 남자 컬링 선수권대회           | 4월 2일–10일  | 바젤           |
| 2016년 세계 믹스더블 컬링 선수권대회  | 4월 16일–23일 | 칼스타드       |
| 2017년 세계 여자 컬링 선수권대회      | 3월 18일–26일 | 베이징         |
| 2017년 포드 세계 남자 컬링 선수권대회 | 4월 1일–9일   | 에드먼턴       |
| 2017년 세계 믹스더블 컬링 선수권대회  | 4월 22일–29일 | 레스브리지     |
| 2017 최종 선발대회                    | 12월 5일–10일 | 플젠           |

## 선발제도
현재 동계 올림픽 컬링 토너먼트전 진출국은 두 가지 방식으로 결정된다. 각국은 2016년-2017년 세계 컬링 선수권대회에서 경기를 치른 뒤 최종순위에 따라 진출점수를 부여받아, 일정순위 이내에 들면 대표팀을 출전할 수 있다. 또 2017년 12월에 치러지는 별도의 올림픽 예선 대회를 통해 상위에 오른 국가도 출전이 가능하다. 선수권대회를 통해서는 총 7개국이, 예선대회를 통해서는 총 2개국이 올림픽 본경기에 진출할 수 있다 (2014-2015년 세계선수권에 참가해 점수를 내지 못한 국가도 예선대회에 참가 가능). 한편 대한민국은 이번 올림픽의 개최국으로서 자동 출전하며, 남녀 종목당 총 10개국이 대회 본무대에 오른다.
믹스더블 종목의 경우에도 2016년과 2017년 세계 믹스더블 컬링 선수권 대회에서 상위 7위에 오른 국가들과, 올림픽 개최국인 대한민국을 비롯해서 총 8개국이 본경기에 오른다.

### 선발점수
선발점수는 세계선수권대회의 최종 순위에 따라 각국에 배분되며, 구체적인 기준은 다음과 같다.
| 최종순위 | 1  | 2  | 3  | 4 | 5 | 6 | 7 | 8 | 9 | 10 | 11 | 12 |
| 점수     | 14 | 12 | 10 | 9 | 8 | 7 | 6 | 5 | 4 | 3  | 2  | 1  |

- 참고: 스코틀랜드, 잉글랜드, 웨일스는 국제 컬링대회에서 각각 따로 출전한다. 다만 이들 세 지역의 컬링협회 간의 협약에 의거해 스코틀랜드가 영국을 대표해 선발점수를 딴다.[1]

### 순위
| 범례 | 범례                                      |
| ---- | ----------------------------------------- |
|      | 선발점수로 올림픽 출전권을 얻은 국가      |
|      | 예선대회를 통해 올림픽 출전권을 얻은 국가 |

#### 남자
| 순위 | 국가              | 2016년 | 2017년 | 총합 |
| ---- | ----------------- | ------ | ------ | ---- |
| 1    | 캐나다            | 14     | 14     | 28   |
| 2    | 스웨덴            | 7      | 12     | 19   |
| 3    | 미국              | 10     | 9      | 19   |
| 4    | 일본              | 9      | 6      | 15   |
| 5    | 스위스            | 4      | 10     | 14   |
| 6    | 영국              | 6      | 7      | 13   |
| 7    | 노르웨이          | 8      | 5      | 13   |
| 8    | 덴마크            | 12     | 0      | 12   |
| 9    | 중화인민공화국    | 0      | 8      | 8    |
| 10   | 핀란드            | 5      | 0      | 5    |
| 11   | 이탈리아          | 0      | 4      | 4    |
| 12   | 독일              | 1      | 3      | 4    |
| 13   | 러시아 출신       | 3      | 1      | 4    |
| 14   | 네덜란드          | 0      | 2      | 2    |
| 15   | 대한민국 (개최국) | 2      | 0      | 2    |
| 16   | 체코              | 0      | 0      | 0    |

- 0포인트만 있는 국가들은 2014년, 2015년 세계선수권대회 참가국으로서 이번 올림픽의 예선대회 참가자격을 얻는다.[2]

#### 여자
| 순위 | 국가              | 2016년 | 2017년 | 총합 |
| ---- | ----------------- | ------ | ------ | ---- |
| 1    | 캐나다            | 9      | 14     | 23   |
| 2    | 러시아 출신       | 10     | 12     | 22   |
| 3    | 스위스            | 14     | 5      | 19   |
| 4    | 영국              | 8      | 10     | 18   |
| 5    | 미국              | 7      | 8      | 15   |
| 6    | 스웨덴            | 4      | 9      | 13   |
| 7    | 대한민국 (개최국) | 6      | 7      | 13   |
| 8    | 일본              | 12     | 0      | 12   |
| 9    | 독일              | 3      | 4      | 7    |
| 10   | 체코              | 0      | 6      | 6    |
| 11   | 덴마크            | 5      | 1      | 6    |
| 12   | 이탈리아          | 1      | 3      | 4    |
| 13   | 중화인민공화국    | 0      | 2      | 2    |
| 14   | 핀란드            | 2      | 0      | 2    |
| 15   | 라트비아          | 0      | 0      | 0    |
| 15   | 노르웨이          | 0      | 0      | 0    |

- 0포인트만 있는 국가들은 2014년, 2015년 세계선수권대회 참가국으로서 이번 올림픽의 예선대회 참가자격을 얻는다.[2]

#### 믹스더블
| 순위 | 국가              | 2016년 | 2017년 | 총합 |
| ---- | ----------------- | ------ | ------ | ---- |
| 1    | 중화인민공화국    | 12     | 10     | 22   |
| 2    | 캐나다            | 8      | 12     | 20   |
| 3    | 러시아 출신       | 14     | 4      | 18   |
| 4    | 스위스            | 0      | 14     | 14   |
| 5    | 미국              | 10     | 3      | 13   |
| 6    | 노르웨이          | 4      | 8      | 12   |
| 7    | 핀란드            | 6      | 6      | 12   |
| 8    | 영국              | 9      | 2      | 11   |
| 9    | 체코              | 0      | 9      | 9    |
| 10   | 대한민국 (개최국) | 0      | 7      | 7    |
| 11   | 에스토니아        | 7      | 0      | 7    |
| 12   | 라트비아          | 0      | 5      | 5    |
| 13   | 슬로바키아        | 3      | 0      | 3    |
| 14   | 오스트리아        | 2      | 0      | 2    |
| 15   | 이탈리아          | 0      | 1      | 1    |
| 16   | 아일랜드          | 1      | 0      | 1    |

- 2016년 챔피언십에서 잉글랜드 팀은 5점을 획득하였지만 스코틀랜드만 영국을 대표하여 점수를 딸 수 있기 때문에 반영되지 않았다.[1]

## 예선 대회
2017년 12월 5일부터 10일까지 체코 플젠에서 올림픽 예선 대회가 열렸다. 대회 참가국 중 상위 두 팀은 올림픽에 추가로 출전할 수 있게 된다. 예선대회에는 지난 2016년, 2017년 세게컬링 선수권대회에서 선발점수를 획득한 국가이거나, 2014-2015년 세계컬링 선수권대회에 참가한 국가 (체코 남자팀, 노르웨이·라트비아 여자팀)라면 참가기회를 얻을 수 있다.

## 국가대표 선발전
일부 국가의 경우 예비 선발전을 통해 팀을 확정하였다.
- 2017 캐나다 올림픽 컬링 선발전
- 2018 캐나다 믹스더블 컬링 올림픽 선발전
- 2017 미국 올림픽 컬링 선발전
- 2017 미국 믹스더블 컬링 올림픽 선발전
- 2017 스위스 올림픽 컬링 선발전
- 2017 일본 올림픽 컬링 선발전
- 2017 러시아 올림픽 컬링 선발전